# Foho Serelau
Der Foho Serelau (kurz: Serelau) ist ein Berg in der osttimoresischen Gemeinde Bobonaro. Er liegt im Osten des Sucos Purugua (Verwaltungsamt Cailaco), in der Aldeia Heda, und hat eine Meereshöhe von 232 m. Südlich liegt der Foho Manasu, östlich fließt der Marobo.